# Jacobabad
Jacobabad (urdu: جیکب آباد) är en stad och ett distrikt i den pakistanska provinsen Sindh. Folkmängden uppgår till cirka 200 000 invånare. Till staden löper flera järnvägar och vägar, och här finns även ett större flygfält.